# Rauma
Rauma [ˈrɑu̯mɑ] (schwed. Raumo) ist eine Stadt im Südwesten Finnlands mit 38.667 Einwohnern (Stand 31. Dezember 2022). Sie liegt im Süden der Landschaft Satakunta an der Ostseeküste. Die drittälteste Stadt Finnlands wurde 1442 gegründet und ist heute für ihre hölzerne Altstadt, die seit 1991 zur UNESCO-Liste des Weltkulturerbes gehört, und ihren speziellen Dialekt bekannt. Rauma hat einen bedeutenden Ostseehafen.

## Geografie
Rauma liegt im Süden der Landschaft Satakunta an der Küste des Bottnischen Meerbusens ca. 90 km nördlich von Turku und 50 km südlich von Pori. Die Nachbargemeinden von Rauma sind Eurajoki im Norden, Lappi im Osten, Laitila im Südosten und Pyhäranta im Süden.
Das Stadtgebiet Raumas umfasst eine Fläche von 293,1 km². Der ländliche Teil des Stadtgebiets ist in die zehn Dorfgemeinschaften Anttila-Voiluoto, Kaaro, Kolla-Nihattula-Tarvola, Kortela und Monna, Sorkka, Tiilivuori, Unaja, Uotila sowie Vermuntila-Kulamaa eingeteilt.

## Geschichte
Über 30 Lapinraunio (schwedisch Lapprösen) genannte Anlagen finden sich in der Nähe von Rauma. Die Grabhügel stammen aus der Bronze oder frühen Eisenzeit.

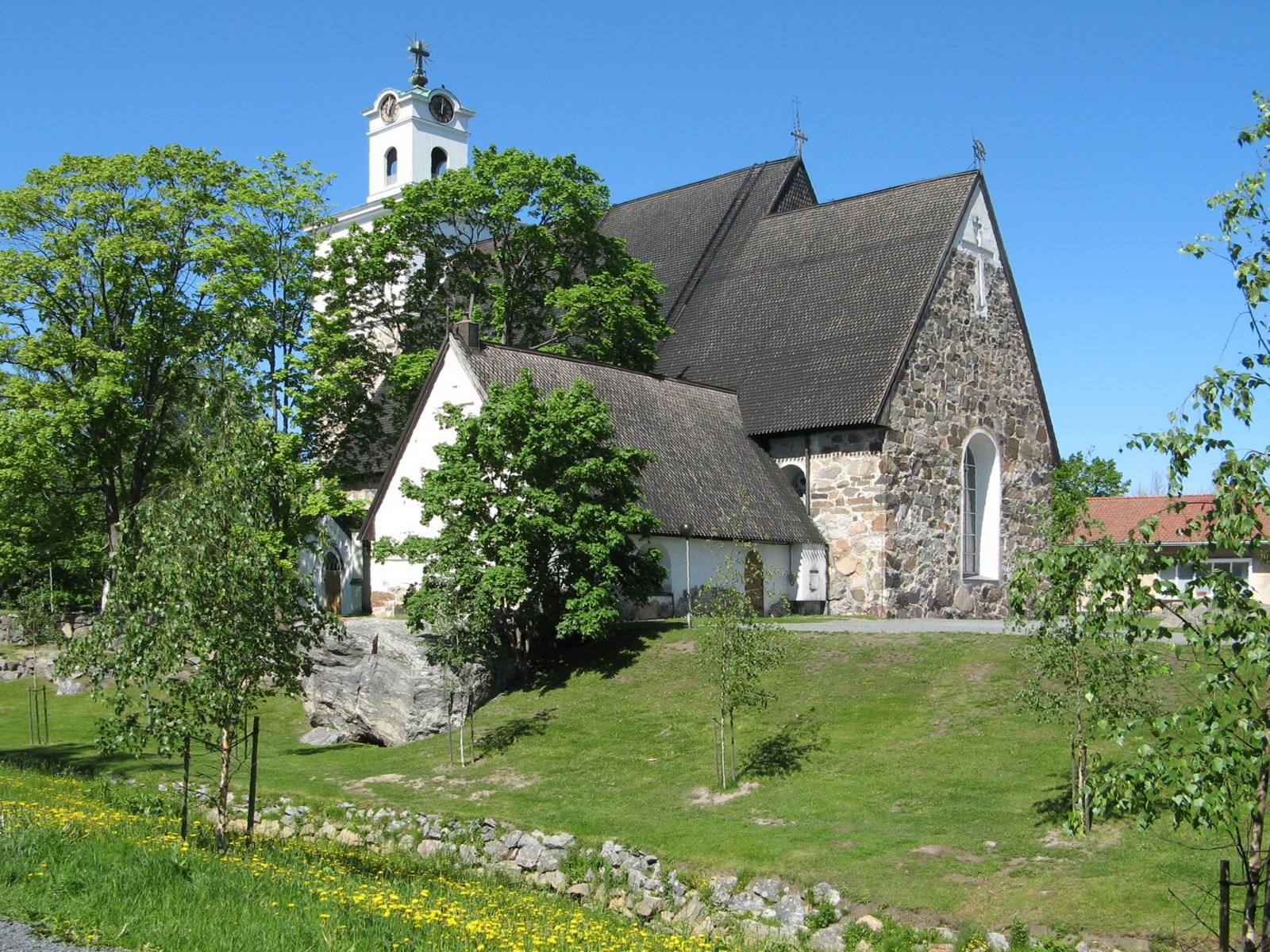
Vom Franziskanerkloster ist nur die Heiligkreuzkirche übriggeblieben

Rauma dürfte im späten Mittelalter entstanden sein. Der Name leitet sich vom altnordischen Wort strauma für „Fluss“ ab. Im 14. Jahrhundert bestand an dem Ort bereits ein Franziskanerkloster und eine Kirche, die zur Ordensprovinz Dacia gehörten. Zu dieser Zeit gehörte Rauma wie ganz Finnland zu Schweden. Am 17. April 1442 wurden Rauma die Stadtrechte zugesprochen. Damit ist Rauma nach Turku und Porvoo die drittälteste Stadt Finnlands.
Als König Gustav I. Wasa im Jahr 1550 Helsinki gründete, erließ er ein Edikt, das die Bürger von Rauma ebenso wie von Porvoo, Ekenäs und Ulvila verpflichtete, sich in der neu gegründeten Stadt niederzulassen. Dadurch wurde Rauma zwischenzeitlich entvölkert, bis die umgesiedelten Bürger nach einigen Jahren wieder in ihre Heimatstädte zurückkehren durften.

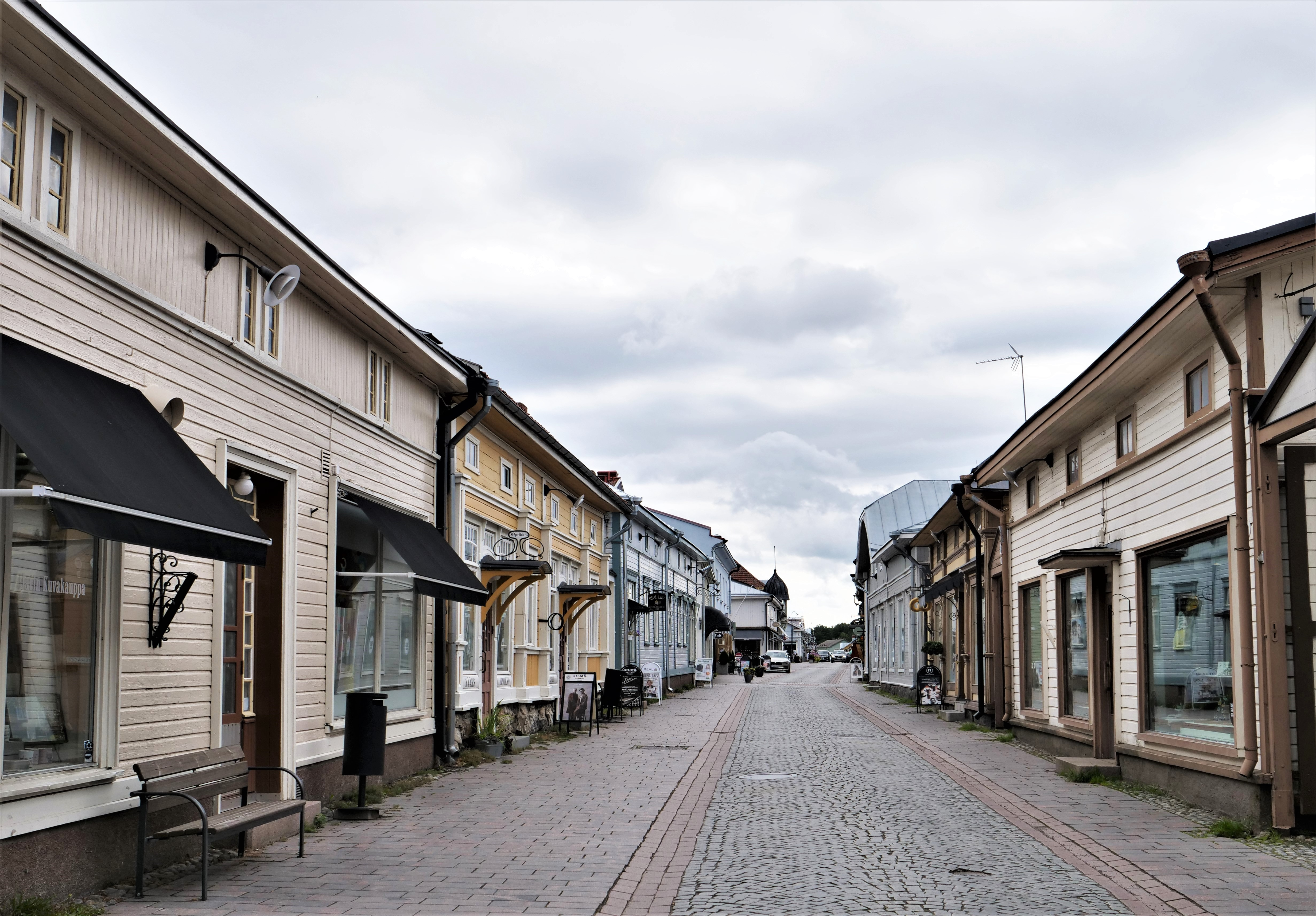
Straßenachse in der Altstadt von Rauma

In den Jahren 1640 und 1682 verwüsteten zwei verheerende Stadtbrände Rauma. Seitdem ist die Stadt aber von Feuersbrünsten verschont geblieben, was für eine Holzhausstadt eine Seltenheit ist. Ab dem 17. Jahrhundert prosperierte Rauma durch die Seefahrt. Die Segelflotte brachte Wohlstand in die Stadt, der sich in den prachtvollen Holzhäusern der Altstadt widerspiegelt. Ab dem 18. Jahrhundert wurde Rauma zu einem Zentrum des Spitzenklöppelns; bis heute ist es ein traditionelles Handwerk in der Stadt.
Erst in russischer Zeit (ab 1809) wuchs Rauma über die Grenzen der Altstadt hinaus. Nach dem Zweiten Weltkrieg entwickelte die Stadt sich zu einem Industriestandort.
Das Stadtgebiet von Rauma vergrößerte sich 1993 durch die Eingemeindung der Landgemeinde Rauma sowie 2007 durch die Eingemeindung der Gemeinde Kodisjoki. Ferner wurde zum Jahresbeginn 2009 die Gemeinde Lappi eingemeindet.

## Bevölkerung
Am 30. Dezember 2006 hatte Rauma 37.025 Einwohner. Nur 0,4 % der Einwohner Raumas sind Finnlandschweden, deshalb ist die Stadt offiziell auch einsprachig finnischsprachig.
Entwicklung der Einwohnerzahl (Stand: 31. Dezember):
| - 1987 – 30.757 - 1990 – 38.372 * - 1997 – 37.654 | - 2000 – 37.190 - 2002 – 37.034 - 2004 – 36.673 |

* zusammen mit der Landgemeinde Rauman maalaiskunta, die 1993 eingemeindet wurde

## Dialekt

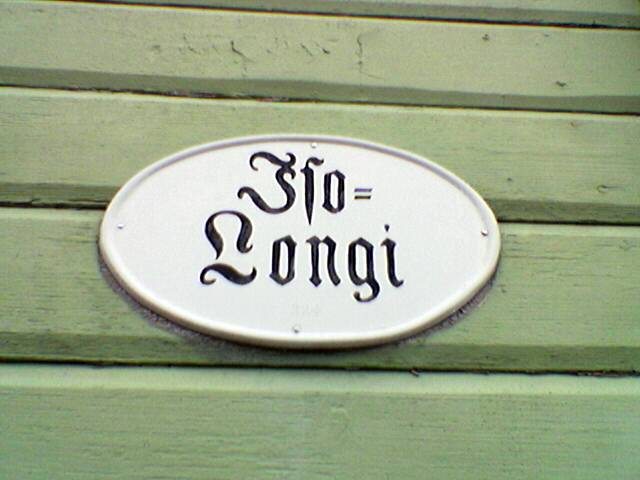
Hausname im Rauma-Dialekt in der Altstadt

Der Dialekt von Rauma (Eigenbezeichnung Rauman giäl) gehört zu den südwestfinnischen Dialekten und gilt als der schwerstverständliche finnische Dialekt. Charakteristisch für den Rauma-Dialekt sind die im Standard-Finnischen nicht vorkommenden stimmhaften Laute b, d und g, das Weglassen von Buchstaben in finnischen Wörtern sowie ein abweichender Wortschatz, der nicht nur viele Wörter schwedischen Ursprungs beinhaltet, sondern – bedingt durch die Seefahrt – auch aus diversen anderen Sprachen.
Für die Einwohner Raumas ist der Dialekt ein stark identitätsstiftendes Merkmal: So steht an der Stadtgrenze von Rauma am Straßenrand ein Schild, das den Ankommenden im Rauma-Dialekt mit Ol niingon gotonas („Ole niinkun kotonasi“ = „Fühle dich wie zu Hause“) grüßt und bei der Ausfahrt Luanikast reissu („Gute Reise“) wünscht. Jedoch wird der Dialekt von immer weniger Menschen gesprochen und ist vom Aussterben bedroht.
Das örtliche Anzeigenblatt Uusi Rauma („Neues Rauma“) bringt in jeder Ausgabe eine Spalte im Rauma-Dialekt sowie jedes Jahr im Juni eine komplette Ausgabe, bei der sogar die Anzeigen und Comics im Rauma-Dialekt verfasst sind.

## Politik

### Stadtrat
Die stärkste politische Kraft in Rauma sind die Sozialdemokraten. Bei der Kommunalwahl 2008 erhielten sie rund ein Drittel der Stimmen, im Stadtrat stellen sie 18 von 51 Abgeordneten. Zweitstärkste Kraft ist die Sammlungspartei mit rund einem Viertel der Stimmen und 13 Sitzen im Stadtrat. Die dritte große Partei des Landes, die Zentrumspartei, spielt dagegen, wie allgemein in den finnischen Städten, mit zwölf Prozent der Stimmen und sechs Abgeordneten in Rauma keine größere Rolle.
Ferner sind im Stadtrat das Linksbündnis mit vier, das Wahlbündnis „Unabhängiger Ring“ (Sitoutumaton vaalirengas) und die rechtspopulistischen „Wahren Finnen“ mit jeweils drei sowie die Christdemokraten und der Grüne Bund mit jeweils zwei Sitzen vertreten.
| Partei            | Wahlergebnis | Sitze |
| ----------------- | ------------ | ----- |
| Sozialdemokraten  | 32,7 %       | 18    |
| Sammlungspartei   | 24,4 %       | 13    |
| Zentrumspartei    | 12,0 %       | 06    |
| Linksbündnis      | 08,9 %       | 04    |
| Unabhängiger Ring | 06,7 %       | 03    |
| Wahre Finnen      | 05,8 %       | 03    |
| Christdemokraten  | 05,3 %       | 02    |
| Grüner Bund       | 04,0 %       | 02    |

### Städtepartnerschaften
Partnerstädte Raumas sind
- Gävle, Schweden
- Naestved, Dänemark
- Gjøvik, Norwegen
- Kaposvár, Ungarn
- Kolpino, Russland

Eine Zusammenarbeit gibt es auch mit der chinesischen Stadt Zhuhai in der Volksrepublik China.

## Sehenswürdigkeiten
Die Altstadt von Rauma (Vanha Rauma) ist mit ihren 600 Häusern auf einer Fläche von 28 Hektar der größte zusammenhängende Holzhauskomplex der Nordischen Länder. Die Häuser, die allesamt historische Namen tragen, weisen teilweise reich verzierte Fassaden auf. Der verwinkelte Grundriss geht auf das Mittelalter zurück. Während andere Holzhausviertel in Finnland meist Feuersbrünsten zum Opfer fielen, ist die Altstadt von Rauma seit 1682 von Bränden verschont geblieben und daher außergewöhnlich gut erhalten. 1991 wurde sie daher in die UNESCO-Liste des Weltkulturerbes aufgenommen. Heute ist die Altstadt ein belebtes Wohn- und Geschäftsviertel mit über 600 Einwohnern.
Am Marktplatz in der Altstadt befindet sich das Alte Rathaus aus dem Jahr 1776 mit dem Stadtmuseum von Rauma. Die Heilig-Kreuz-Kirche am Rand der Altstadt gehörte ursprünglich zum Franziskanerkloster von Rauma und wurde um 1520 erbaut. Der Kirchturm wurde 1816 angebaut und diente Seefahrern als Orientierungspunkt.

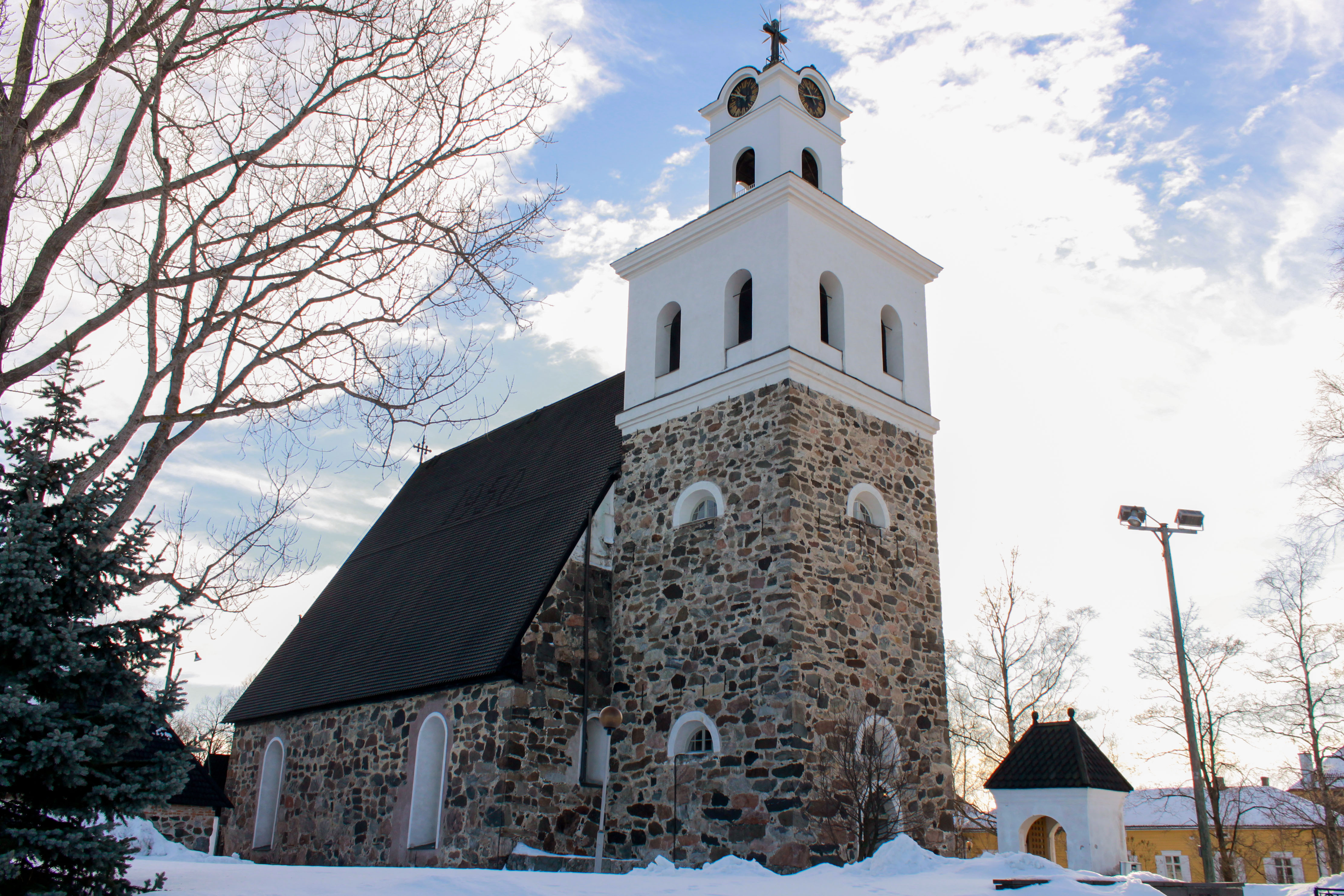
Heiligkreuzkirche
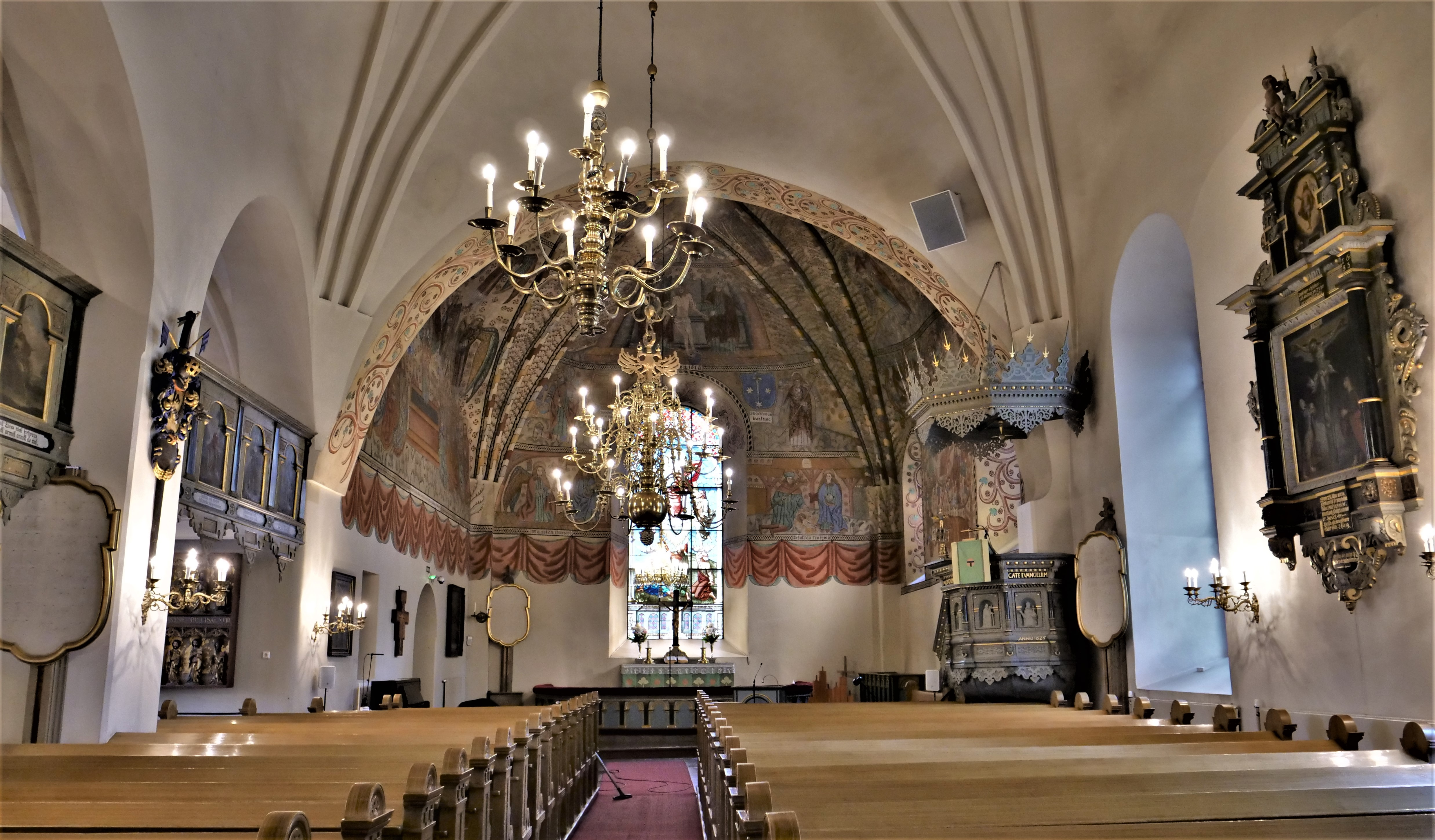
Innenraum
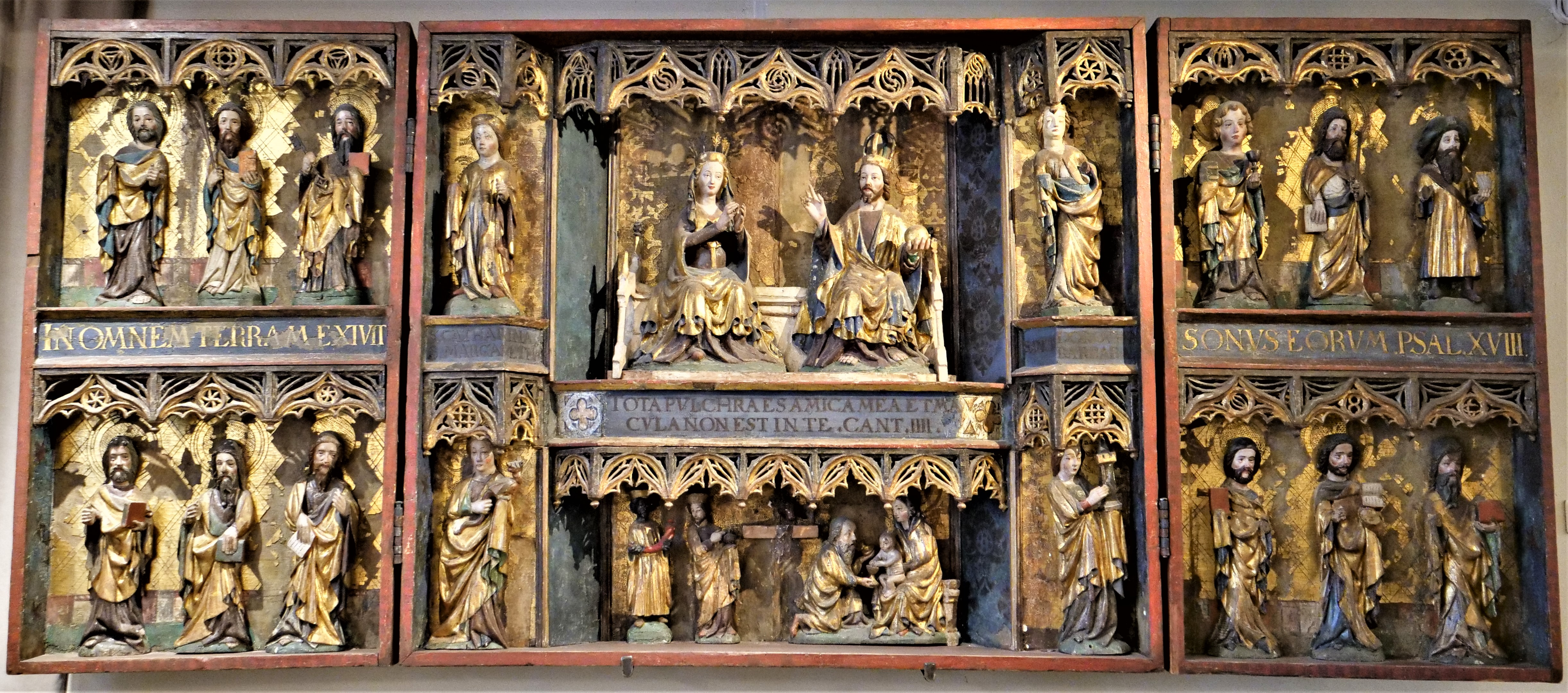
Triptychon
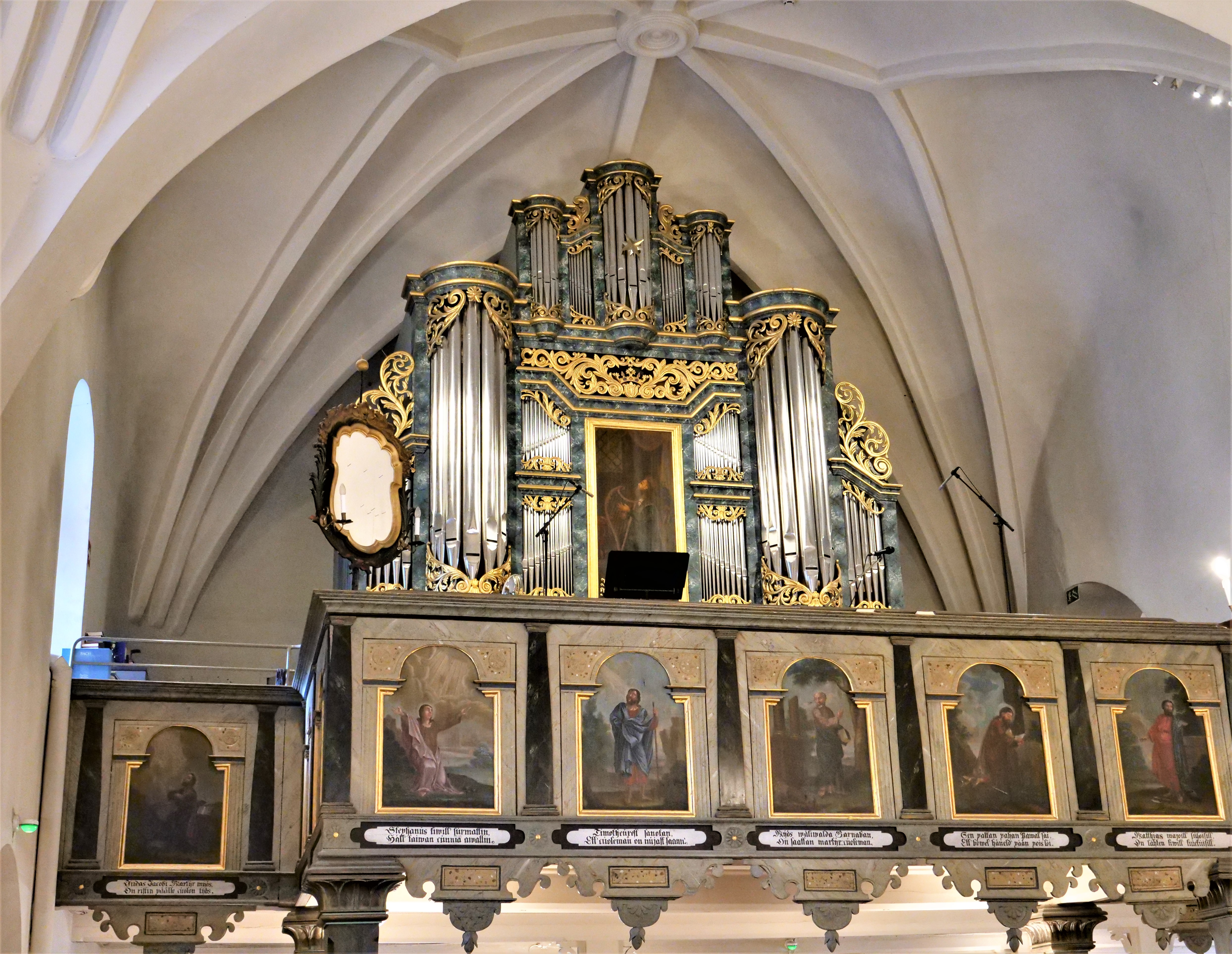
Orgelprospekt

Die ältere, Ende des 15. Jahrhunderts errichtete Dreifaltigkeitskirche wurde beim Stadtbrand von 1640 zerstört. Ihre Ruinen sind aber bis heute erhalten. Südlich der Altstadt liegt ein Wasserturm mit Panoramarestaurant.
Seit der Eingemeindung der Nachbargemeinde Lappi befindet sich das Gräberfeld der Bronze- und frühen Eisenzeit (1500 bis 500 v. Chr.) von Sammallahdenmäki in Rauma. 
Das Schärenmeer bei Rauma ist als Naturschutzpark ausgewiesen. Es ist durch zahlreiche Wracks bekannt und zieht viele Sporttaucher an.

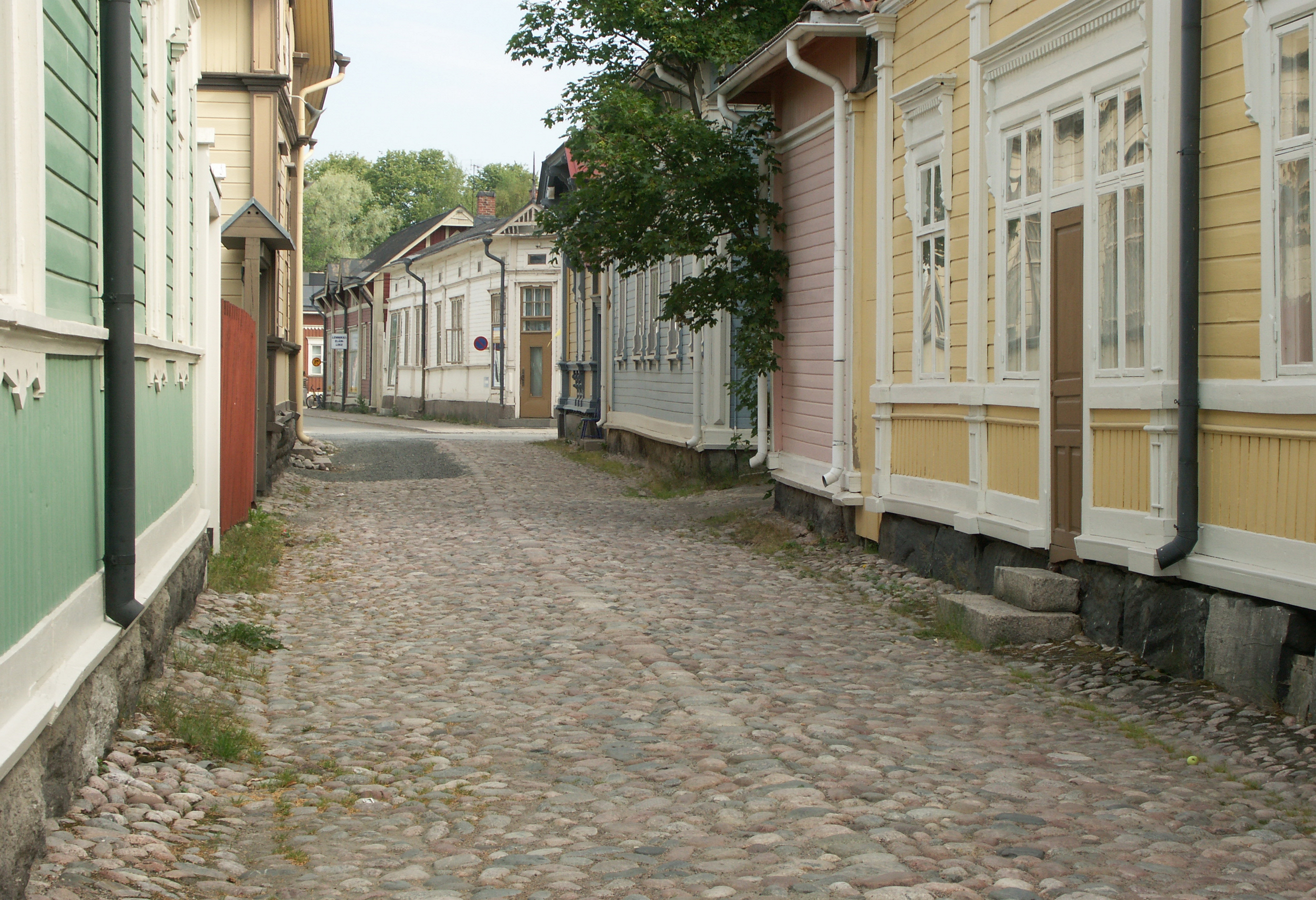
Straße in der Altstadt
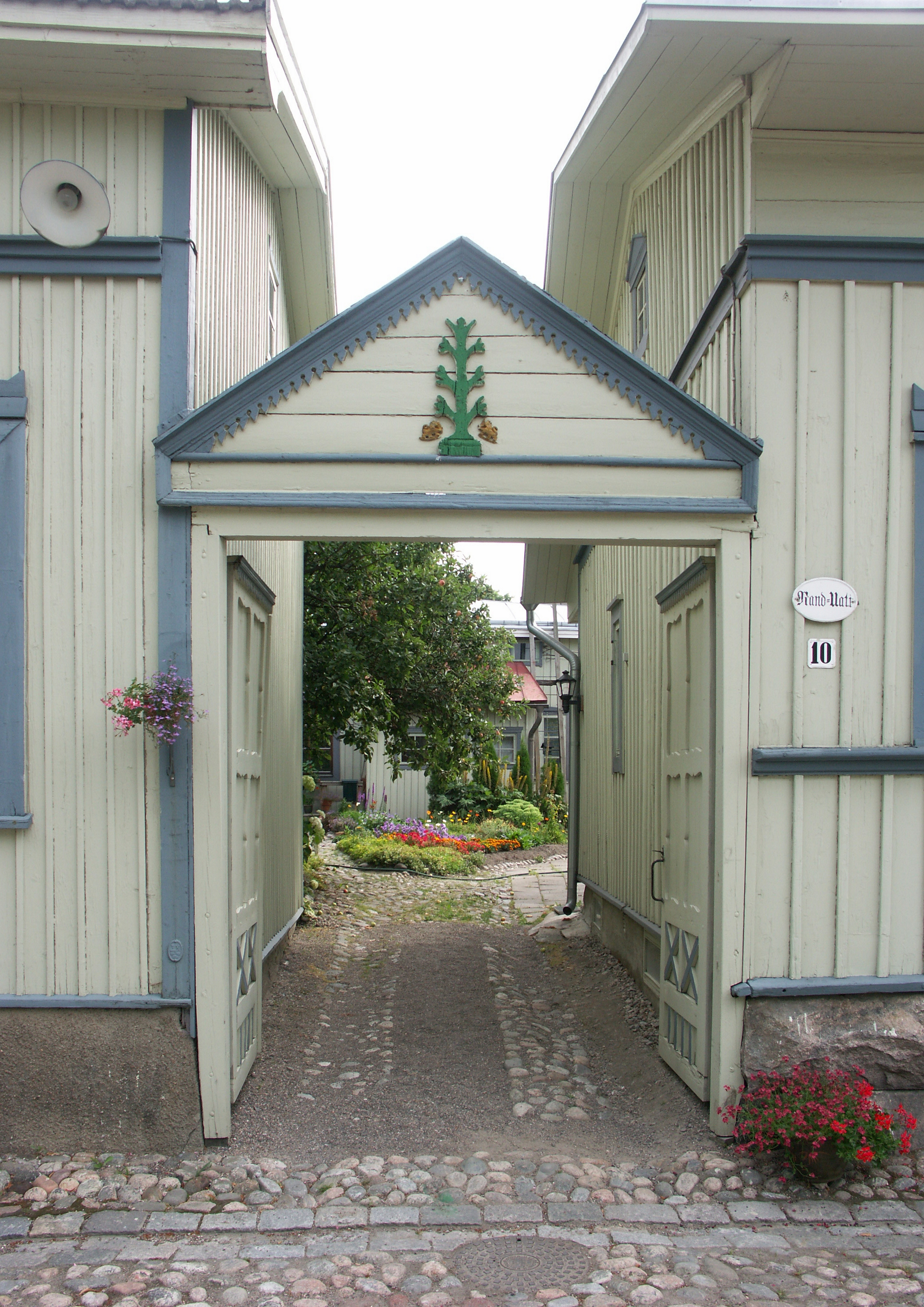
Hofeingang
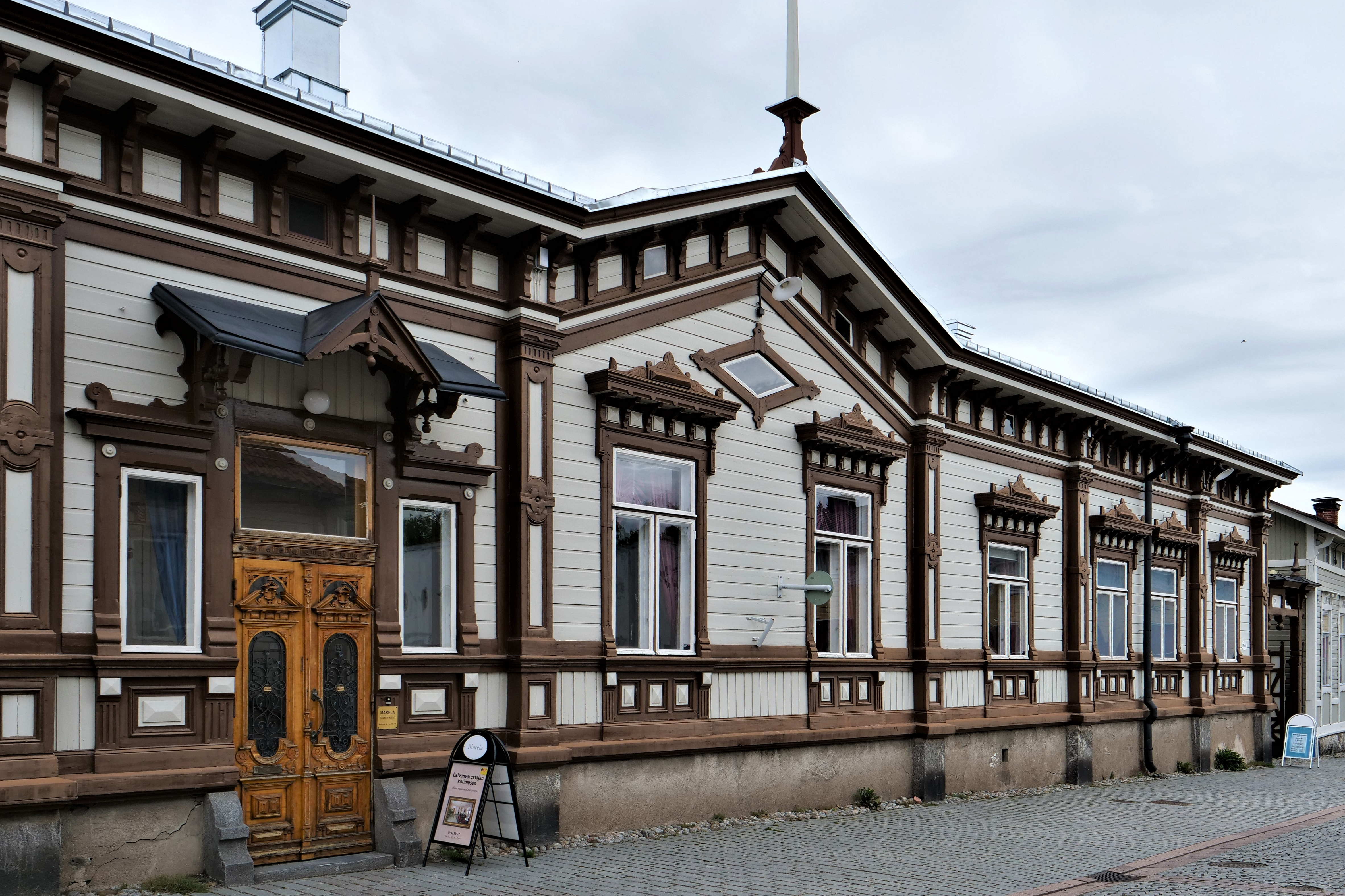
Kaufmannshaus Marela
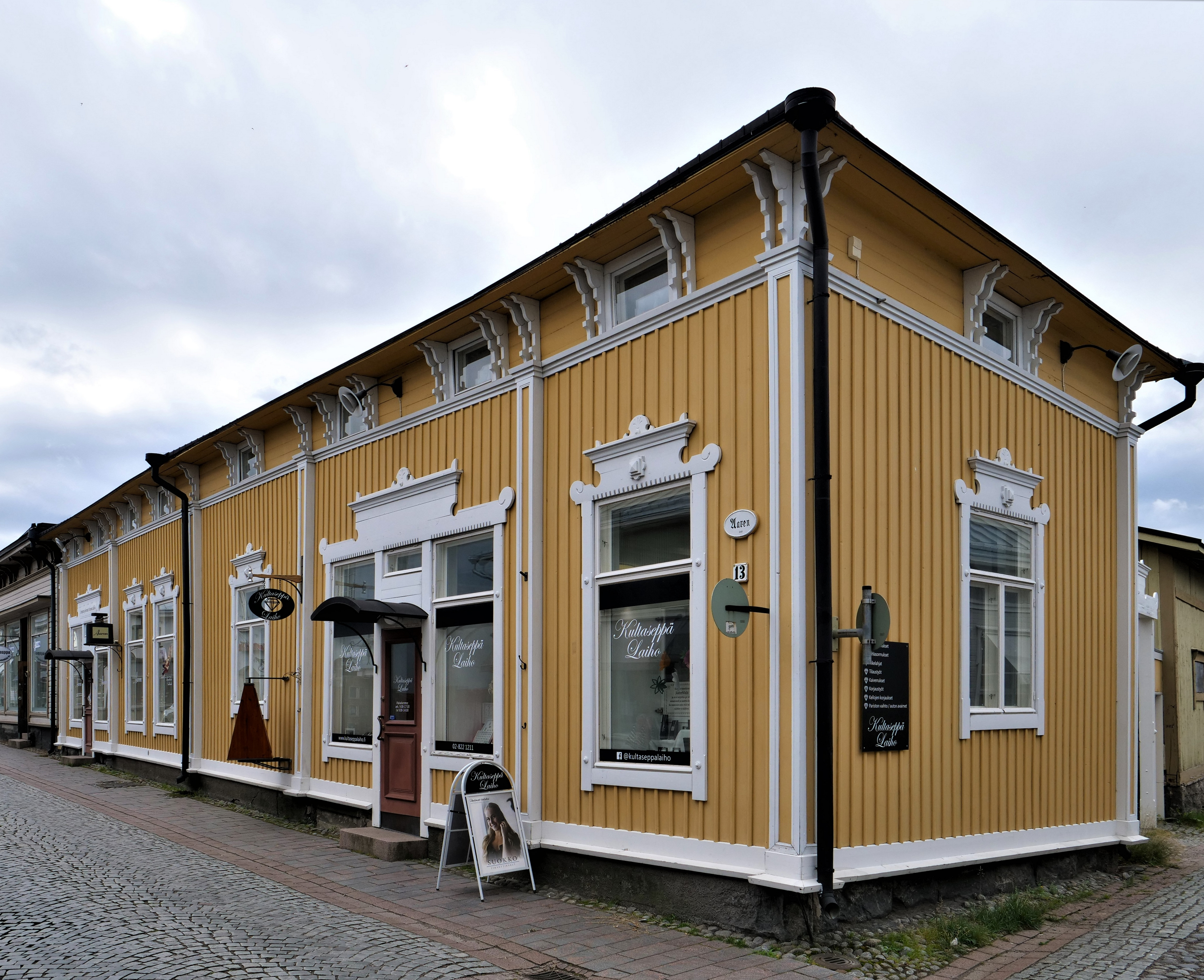
Hausansicht

## Wirtschaft
Die Stadt ist Standort eines Sägewerkes und einer Zellulosefabrik. Der Holzkonzern UPM-Kymmene ist nach der Stadt auch der zweitgrößte Arbeitgeber von Rauma, gefolgt von der Werft Aker Finnyards. Der Seehafen ist der fünftgrößte Finnlands und besitzt große Bedeutung für den Holzexport. Der Hafen ist wegen der Weltkulturerbe-Stätten Anlaufhafen für Ostseekreuzfahrten.
Die Firma Forchem betreibt eine Raffinerie zur Verarbeitung des bei der Zellstoffherstellung anfallenden Tallöls.
In der Nähe von Rauma befindet sich die Stromrichterstation der HGÜ Fenno-Skan. Nördlich der Stadt befindet sich das Kernkraftwerk Olkiluoto.

## Persönlichkeiten
- Hannu Lunden (* 1947), Eishockeyspieler
- Jorma Tommila (* 1959), Schauspieler
- Tanjalotta Räikkä (* 1962), Schauspielerin und Sängeirn
- Timo Soini (* 1962), Politiker, Vorsitzender der Basisfinnen
- Mika Kojonkoski (* 1963), ehemaliger Skispringer, aktiver Skisprungtrainer
- Hannu Lintu (* 1967), Dirigent
- Markus Maskuniitty, Hornist
- Aino Havukainen (* 1968), Illustratorin und Kinderbuchautorin
- Toni Porkka (* 1970), Eishockeyspieler
- Kimmo Rintanen (* 1973), Eishockeyspieler
- Petri Vehanen (* 1977), Eishockeyspieler
- Tuomas Tarkki (* 1980), Eishockeyspieler
- Iiro Tarkki (* 1985), Eishockeyspieler
- Atte Engren (* 1988), Eishockeyspieler
- Antti Raanta (* 1989), Eishockeyspieler
- Eero Elo (* 1990), Eishockeyspieler
- Emma Pullola (* 1996), Leichtathletin
- Sebastian Aho (* 1997), Eishockeyspieler

## Panorama

Panorama-Ansicht von Rauma